# Harry Potter Trading Card Game
Harry Potter Trading Card Game é um jogo de cartas colecionáveis fora de linha baseado no Mundo Mágico de Harry Potter de J. K. Rowling. Criado pela Wizards of the Coast em agosto de 2001, o jogo foi projetado para competir com os jogos de cartas Yu-Gi-Oh!, Pokémon e Magic: The Gathering. Seu lançamento foi agendado para coincidir com a estreia do primeiro filme da série. O jogo foi elogiado pelo jeito que emergia as crianças no universo Harry Potter Houve um momento em que o jogo foi o segundo brinquedo mais vendido nos Estados Unidos; no entanto, o jogo agora está descontinuado.

## Jogabilidade
É um jogo para dois jogadores, cada um com um baralho de 60 cartas (com a adição de um personagem inicial; veja abaixo). O objetivo é ser o primeiro a fazer com que o jogador oponente não tenha mais cartas em seu baralho. Quando as cartas causam "dano" ao jogador, as cartas do baralho são colocadas na pilha de descarte. Cada jogador começa com sete cartas na mão e pega uma carta no começo de cada turno.

### Tipos de cartas
Existem oito tipos diferentes de cartas em Harry Potter Trading Card Game.
- Lições são as unidades básicas do jogo. Cada uma admite 1 "Poder", que é necessário para que se joguem outras cartas. O número de Lições em jogo determinam a capacidade do jogador de jogar cartas de diferentes custos. Existem cinco cartas de Lições, cada uma com um símbolo e cor diferentes que auxilia na hora de identificar em meio as outras cartas.[9]
- Feitiços são cartas que são jogadas diretamente na pilha de descarte e causam algum efeito. Elas tem o seu custo de Poder impresso; existem Feitiços para cada tipo de Lição.[9]
- Criaturas permanecem na mesa quando são jogadas. Todas as Criaturas, além de um custo de Poder impresso, requerem Lições de Tratos das Criaturas Mágicas para serem jogadas. Elas possuem um número de pontos de vida que determina quanto dano podem resistir e um número de "dano por turno" que dita a quantidade de dano causada ao jogador oponente a cada turno. Nem todas as Criaturas causam danos; algumas possuem habilidades especiais.[9]
- Personagens não possuem custo de Poder impresso ou tipo de Lição e não requerem Lições; alguns personagens também geram Poder. Cada jogador deve ter um Personagem inicial para o representar: o Personagem inicial começa o jogo na mesa e não pode ser descartado do jogo. Apenas personagens com a palavra-chave "Bruxa" ou "Bruxo" podem ser usados como Personagens iniciais.[9]
- Aventuras, como personagens, não requerem Lições para serem jogadas e requerem o uso de duas Ações. Elas possuem um Efeito no jogador oponente; uma condição chamada "A Cumprir" que deve ser solucionada pelo jogador oponente para remover a Aventura e uma Recompensa, cujo jogador oponente recebe quando tiver solucionado a aventura. Cada jogador só pode jogar uma aventura por vez durante um jogo.[9]
- Itens ficam na mesa quando jogados. Eles tem o seu custo de Poder impresso e podem ser de qualquer tipo de Lição. Alguns tem efeitos que podem ser usados enquanto outros geram Poder extra.[9]
- Partidas foram introduzidas na expansão da Copa de Quadribol. Todas elas possuem o custo de Poder equivalente a um e requerem o Poder de Quadribol. Elas também possuem a condição de "A Vencer" e um "Premio" para o primeiro jogador que conseguir alcançar esta condição. Apenas uma Partida é permitida no jogo de cada vez.[9]
- Locais foram introduzidos na expansão do Beco Diagonal. Elas tem um custo de Poder impresso e podem ser de qualquer tipo de Lição. Locais tem os mesmos efeitos em ambos os jogadores. Deverá apenas ter um Local em jogo por uma partida; jogar outro Local na mesa, remove todos os Locais anteriores do jogo.[9]

### Palavras-chave
Algumas cartas tem palavras-chave em adição ao seu tipo. Estas palavras-chave permite quem outras cartas se referem a um tipo de carta em específico. A designação "Bruxo" ou "Bruxa" em cartas de personagens são exemplos de palavras-chave, como também é a designação de "Cura" em outras cartas. Algumas palavras-chave incluem designações representando cada uma das quatro casas de Hogwarts: Grifinória, Corvinal, Lufa-Lufa e  Sonserina.
Algumas cartas (incluindo todos os personagens) possuem a palavra-chave "Única", que indica que apenas uma delas pode ser jogada (por ambos os jogadores). A única exceção é caso ambos os jogadores possuam o mesmo Personagem inicial.

## História

### Conjuntos de cartas
Os primeiros conjuntos de cartas, agora chamados normalmente de conjunto básico, foram introduzidos em agosto de 2001. Desde quando o conjunto básico de 116 cartas foi lançado, quatro conjuntos de expansão foram introduzidos para variar o jogo e expandir a disponibilidade de cartas. As três primeiras expansões, que consistem em 80 cartas mais 30 cartas raras holográficas, são: Copa de Quadribol (Novembro de 2001), Beco Diagonal (Março de 2002) e Aventuras em Hogwarts (Junho de 2002). Diferenças notáveis nestas expansões incluem a adição do tipo de Lição Quadribol e cartas de Partidas introduzidas na expansão Copa de Quadribol, cartas de Locais introduzidas na expansão do Beco Diagonal, e uma gama maior de cartas de aventuras na expansão Aventuras em Hogwarts. A quarta e última expansão se chama A Câmara Secreta, que consiste em 140 cartas, mais 55 cartas raras holográficas (Outubro de 2002). Esta última expansão apresenta cartas baseadas no livro A Câmara Secreta, enquanto todas as cartas anteriores eram baseadas em A Pedra Filosofal.
Desde sua concepção em 2001 até 2003, o Harry Potter Trading Card Game era popular entre várias faixas etárias e várias ligas de jogo foram formadas. Após lançar a última expansão em 2003, a Wizard of the Coast decidiu não continuar a produzir cartas, porém nenhuma explicação foi dada ao público sobre esta decisão.

### Raridade
Cada carta tem seu próprio valor específico, o mais valioso sendo "raro" e o menos valioso sendo "comum". O valor de uma carta é mostrado por um símbolo no canto inferior esquerdo da carta, seguindo do símbolo do conjunto de expansão e número de conjunto. Um círculo significa que a carta é comum, um diamante significa que a carta é incomum e por fim, uma estrela significa que a carta é rara e por isso, é muito valiosa.
Existem cartas de valores mais elevatdos que as "raras": as cartas holográficas que por sua vez são "brilhantes" e possuem marcas de raios e estrelas impressas. Estas cartas são mais valiosas que todos os tipos de cartas e só estão disponíveis para cartas de "Personagens".

### Disponibilidade
As cartas deste jogo estão disponíveis em três formatos: pacotes de booster, baralhos iniciais e baralhos temáticos. Boosters acompanhavam cada conjunto. Cada pacote contém onze cartas que inclui uma carta rara, duas incomuns, seis comuns e duas Lições. Se uma carta holográfica fosse colocada em um Booster, ela entra no lugar da carta rara. Nas expansões, a carta holográfica ficava no lugar de uma carta comum.